# Mascaras (Alti Pirenei)
Mascaras è un comune francese di 394 abitanti situato nel dipartimento degli Alti Pirenei nella regione dell'Occitania.

## Società

### Evoluzione demografica
Abitanti censiti